# Tech (Armenia)
Tech – wieś w Armenii, w prowincji Sjunik. W 2011 roku liczyła 2443 mieszkańców.